# Gasfeld Jamburg
Das Gasfeld Jamburg ist das drittgrößte zusammenhängende Gasfeld der Welt und das zweitgrößte auf russischem Boden. Es liegt bei Jamburg im Autonomen Kreis der Jamal-Nenzen in der Oblast Tjumen, 148,5 Kilometer nördlich des Polarkreises.

## Geschichte
Das Gasfeld wurde 1969 vom sowjetischen Geologen Wassili Tichonowitsch Podschibjakin entdeckt. Im Jahre 1980 wurde mit der kommerziellen Erschließung begonnen, sodass 1986 der Betrieb aufgenommen werden konnte. Das Gasfeld wird von der Gazprom-Tochter Gazprom dobycha Yamburg betrieben.

## Reserven
Die verbleibenden Gasreserven des Feldes Jamburg werden auf 6,9 Billionen Kubikmeter geschätzt. Das Gasfeld erstreckt sich auf einer Fläche von 170 km mal 50 km.